# بيير كالالا
بيير كالالا موكندي (22 نوفمبر 1939 - 30 يونيو 2015) لاعب كرة القدم كونغولي مهاجم، ولد في ليكاسي، ولعب دوليا للكونغو كينشاسا ولعب أيضا لتي بي إنجلبرت يسمى الآن تي بي مازيمبي. 

## الإنجازات

### مع تي بي إنجلبرت
- الدوري الوطني الكونغوي بطل في أعوام 1966 و 1967 و 1969
- كوبيه دو كونغو الفائز في 1966 ، 1967
- كأس أفريقيا للأندية الأبطال البطل في 1967، 1968
  - كأس أفريقيا للأندية الأبطال الوصيف في 1969 ، 1970
- كأس الكؤوس الإفريقية الفائزون في عام 1980 (كمدرب)

### مع منتخب الكونغو
- كأس الأمم الإفريقية 1968 بطل في إثيوبيا

## روابط خارجية
- قالب:FootballDatabase.eu